# همه آنچه مرد است
همه آنچه مرد است رمانی که توسط دیوید سزالی نوشته شده‌است. این رمان مجموعه نه داستان کوتاه، درهم تنیده‌است که در سال ۲۰۱۶ منتشر شد.
در سپتامبر سال ۲۰۱۶، این کتاب در فهرست جایزه ادبی من بوکر ۲۰۱۶ قرار گرفت و برنده جایزه Gordon Burn 2016 شد.

## جوایز و افتخارات
- جایزه ادبی من بوکر ۲۰۱۶، فهرست کوتاه.[۴]
- ۲۰۱۶ جایزه گوردون برنز، برنده[۳]